# 1. FC Kaiserslautern
O 1. Fußball-Club Kaiserslautern e. V., também conhecido como 1. FC Kaiserslautern ou pela sigla FCK, é uma agremiação esportiva alemã, fundada em 2 de junho de 1900, sediada em Kaiserslautern, na Renânia-Palatinado.
Nessa data o Germania 1896 e o FG Kaiserslautern se uniram para criar o FC 1900. Este juntou-se mais tarde ao FC Palatia (1901) e ao FC Baviera (1902), em 1909, para formar o FV 1900 Kaiserslautern. Em 1929, houve nova junção, com o SV Phönix, para formar o FV Phönix-Kaiserslautern, antes de ser adoptado três anos depois o atual nome.
O Kaiserslautern sagrou-se campeão alemão em quatro ocasiões e outras duas da Copa da Alemanha, sendo o décimo-primeiro clube com mais pontos conquistados na História do Campeonato Alemão.

## História

### Primeiros anos à Segunda Guerra Mundial

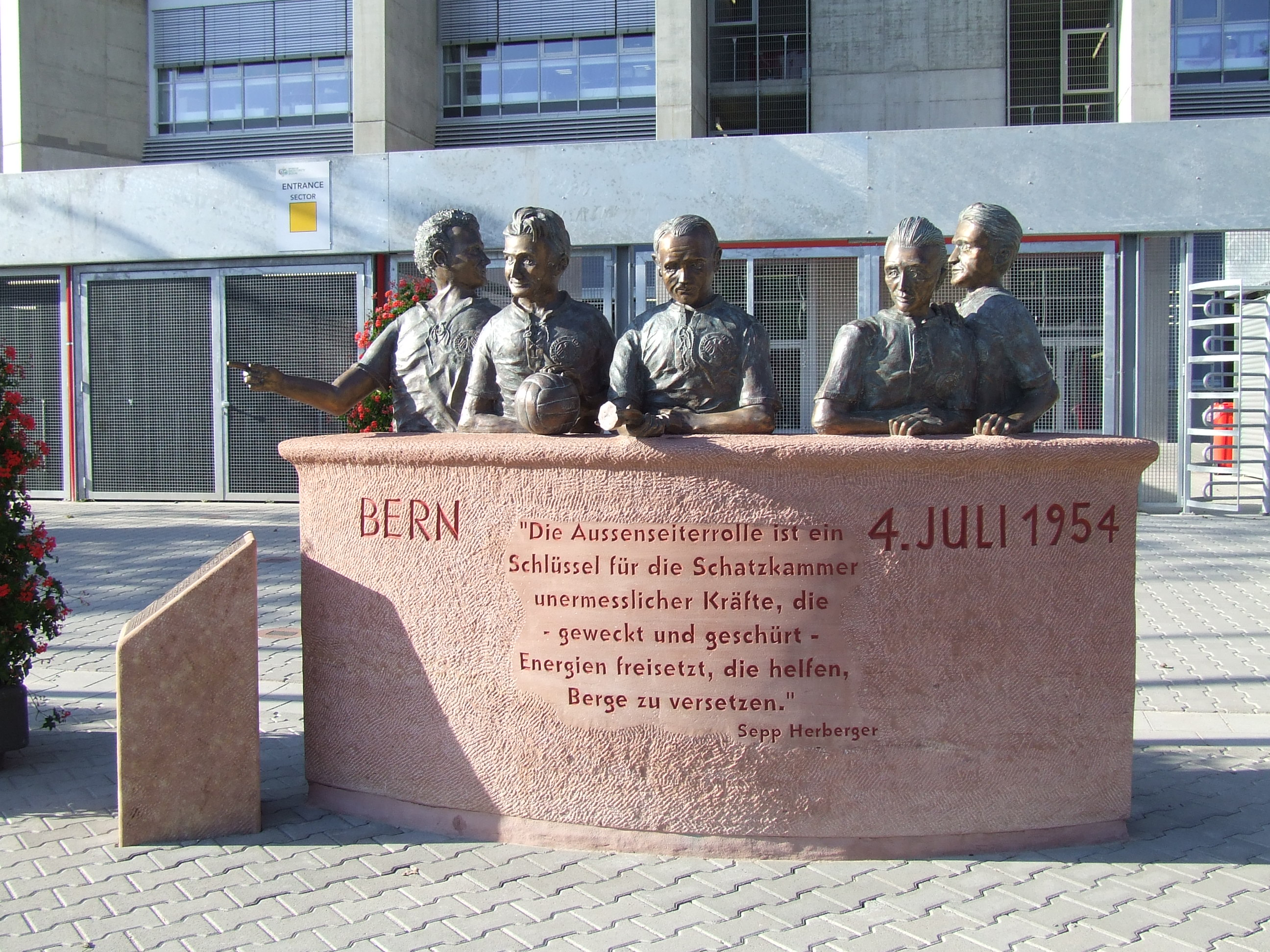
ídolos do Kaiserslauterer campeões mundiais de 1954 homenageados com bronze no Fritz-Walter-Stadion: Werner Liebrich, Fritz Walter, Werner Kohlmeyer, Horst Eckel e Ottmar Walter.

Históricos escudos da equipe

Dois dos clubes antecessores, Baviera e FC 1900, faziam parte da nova Westkreis-Liga (I), quando esse certame foi formado, em 1908. De 1909 em diante, o novo FV Kaiserslautern obteve um bom desempenho, terminando vice-campeão em 1910 e 1912. A equipe passou despercebida ao longo dos anos seguintes. Em 1919, alcançou a Kreisliga Saar, em 1919, a Kreisliga Pfalz, em 1920, e a Bezirksliga Rhein-Saar, em 1931. O time passaria o restante da década de 1930 alternando entre a Bezirksliga e a Gauliga Südwest, uma das dezesseis divisões de elite formadas a partir da reorganização do futebol alemão sob a égide do Terceiro Reich.
O desempenho do clube foi indiferente nos anos que antecederam à Segunda Guerra Mundial, mas melhorou bastante depois de 1939. A equipe conquistou a Gauliga Südwest/Staffel Saarpfalz, mas perdeu o título da divisão nacional para o Kickers Offenbach. Na temporada 1941-1942, a Gauliga Südwest foi dividida em Gauliga Hessen-Nassau e Gauliga Westmark. O Kaiserslautern venceu a Westmark, passando a atuar pela primeira vez na fase final nacional, mas perdeu por 9 a 3 para o Schalke 04, o time dominante naquela época do futebol alemão.
O desempenho da equipe desmoronou. Em 1944, o time terminou na última colocação. No ano seguinte a liga entrou em colapso por conta do avanço dos exércitos aliados que lutavam contra o regime nazista.

### Pós-guerra

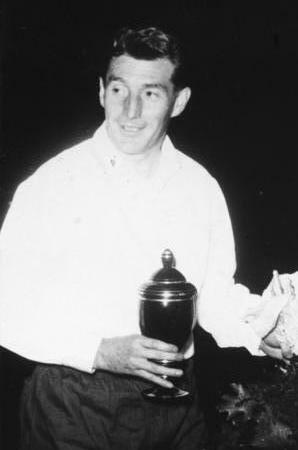
Fritz Walter, ídolo maior do clube.

Após a guerra, o sudoeste da Alemanha passou a fazer parte da zona de ocupação dos franceses. As autoridades francesas fora lentas em estabelecer o controle sobre os jogos, em Sarre, em particular. Portanto, as equipes nessas áreas preferiram aderir à restabelecida liga nacional alemã. O 1. FC Kaiserslautern integrou a Oberliga Südwest, em 1945, e terminou a temporada a apenas um ponto do 1. FC Saarbrücken. Na temporada seguinte venceu com facilidade com o Grupo Norte, em 1947, devido em grande parte ao talento de Fritz Walter e seu irmão Ottmar. A dupla marcou 46 gols, mais do que qualquer outra equipe.

### Sucesso na década de 1950 e entrada na Bundesliga
O Kaiserslautern dominaria a Oberliga Südwest, conquistando o título da divisão por onze vezes ao longo da doze temporadas seguintes. O time avançou à final nacional, em 1948, mas perdeu por 2 a 1 para o 1. FC Nuremberg.
A equipe se tornou uma presença no cenário nacional durante a década de 1950. A obtenção da conquista do primeiro campeonato alemão ocorreu em 1951 com uma vitória por 2 a 1 sobre o SC Preußen Münster. O segundo título veio em 1953, além de dois vice-campeonatos em 1954 e 1955. O time também cedeu cinco jogadores para a seleção da Alemanha que venceu a Copa do Mundo de 1954, na histórica final contra a Hungria, no que ficou conhecido como o Milagre de Berna.
Contudo, o desempenho caiu no final da década e no início dos anos 1960. Destaque apenas pelo avanço à final da Copa da Alemanha, em 1961, na qual perdeu por 2 a 0 para o Werden Bremen. O time recuperou-se a tempo de ganhar novamente a sua divisão na véspera da formação, em 1963, da Bundesliga, a nova liga de futebol profissional da Alemanha. O Kaiserslautern garantiu uma das dezesseis vagas no novo circuito de nível superior. A equipe perdeu as finais da Copa da Alemanha em 1972, 1976 e 1981 até finalmente vencê-la em 1990. Na temporada 1990-1991 o time conquistou o campeonato alemão.

### Rebaixamentos

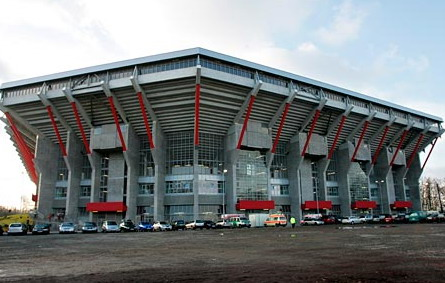
Fritz Walter Stadion.

O 1. FCK venceu uma segunda vez a Copa da Alemanha, em 1996, mas na temporada 1995-1996 ficou em décimo-sexto lugar e acabou rebaixado a 2. Bundesliga, a apenas uma semana da final da copa. Na época, o Kaiserslautern era um dos quatro times que haviam atuado desde o início da formação da Bundesliga sem jamais ter sido rebaixado. Esse grupo incluía o Eintracht Frankfurt, que caiu na mesma temporada, 1. FC Köln, rebaixado em 1998, e o Hamburger SV, rebaixado em 2018
Os Diabos Vermelhos retornaram à Bundesliga na temporada em 1996-1997, conseguindo um feito único na história do campeonato ao conquistar a 2. Bundesliga e, na temporada seguinte, ganhar o campeonato alemão sob o comando do famoso treinador Otto Rehhagel. O time, na temporada 1998-1999 chegou à UEFA Champions League, caindo no mesmo grupo de PSV Eindhoven, SL Benfica e HJK Helsinki.
Apesar do sucesso, o clube se viu logo em apuros. As obras necessárias para o Fritz-Walter Stadion para ser uma das sedes para a Copa do Mundo de 2006 foram feitas de maneira incompetente e irresponsável por uma gestão que ficou marcada por crimes financeiros. Em 2002, o Kaiserslautern esteve à beira da falência. Os gestores Jürgen Friedrich, Robert Wieschemann e Gerhard Herzog foram demitidos. O novo presidente Rene C. Jaggi foi obrigado a vender o Fritz-Walter Stadion para uma entidade de propriedade do Land Rheinland-Pfalz e da cidade de Kaiserslautern, poupando assim o clube do iminente desastre financeiro, enquanto o novo treinador, Eric Gerets, após a pausa de inverno, tirou a equipe do último lugar e a salvou do rebaixamento.
O time iniciou a temporada 2003-2004 sob o peso de uma pena de três pontos imposta pela Federação Alemã de Futebol por conta de seus erros financeiros. Depois de um início vacilante, Gerets foi demitido e substituído por Kurt Jara. Este último se tornou impopular perante a torcida por causa de sua filosofia de futebol defensivo, mas com ele no comando, o clube teve uma temporada segura. No entanto, Jara foi demitido antes do final da temporada, alegando diferenças irreconciliáveis com a gestão do clube.
Ao final da temporada 2005-2006, o Kaiserslautern sofreu o descenso, após nove anos consecutivos na Bundesliga. Ainda assim, era o clube que contava com mais participações isoladamente, 60 vezes contra 59, do Stuttgart e do Hamburgo, e 58 do Bayern, além de ter sido o terceiro que mais pontuou e o quarto que mais partidas disputou na Primeira Divisão até 2006.
Na temporada 2004-2005 a média de público dos Diabos Vermelhos foi de 35.208 espectadores. O time também é responsável pela maior goleada da história do futebol alemão, 20 a 0 sobre o Trier-Kürenz na temporada 1946-1947. O Kaiserslautern sagrou-se campeão da 2. Bundesliga (segunda divisão) na temporada 2009-2010, tendo como destaques o goleiro Tobias Sippel e o meia Sidney Sam, ambos da seleção alemã sub-21, o centroavante Erik Jendrisek, da seleção da Eslováquia e o zagueiro brasileiro Rodney.

### O árduo retorno à Bundesliga

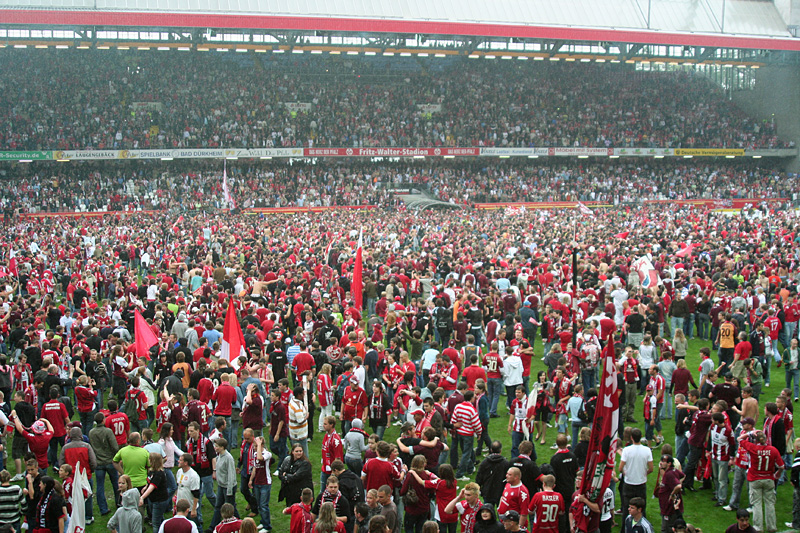
Torcida comemora volta à Bundesliga

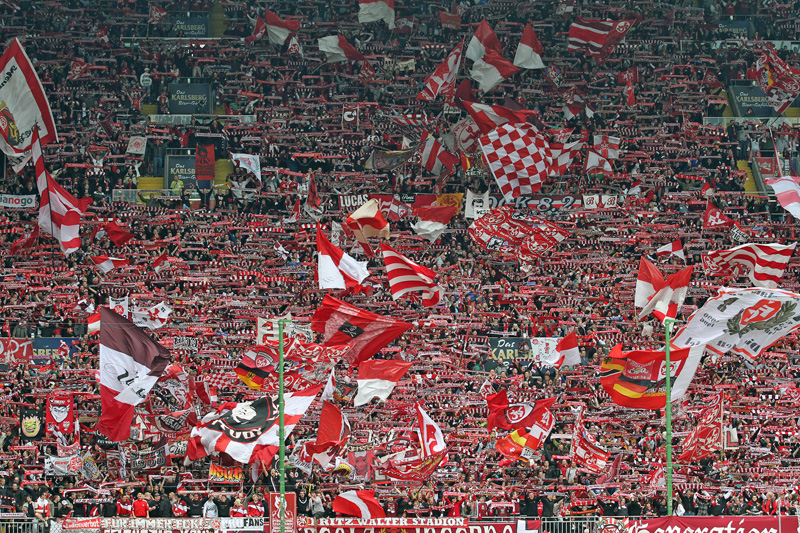
Torcida em abril de 2011

Em 2005, Michael Henke, que atuou como assistente de longa data de Ottmar Hitzfeld tornou-se treinador. O FCK foi inicialmente bem sucedido, mas depois sofreu uma série de reveses e perdeu colocações, chegando ao fundo da tabela. Henke foi demitido e Wolfgang Wolf assumiu a sua função. O novo técnico trouxe atletas muitos jovens, mas na temporada 2005-2006 terminou em fracasso. O time foi mais uma vez rebaixado para a segunda divisão após uma estada de nove anos na primeira
A equipe terminaria a temporada 2006-2007, em sexto lugar na 2. Bundesliga, sete pontos fora da zona de promoção. Em 20 de maio de 2007, o clube anunciou o norueguês Kjetil Rekdal o seu novo treinador. Rekdal assumiu as rédeas em 1 de julho. Devido aos maus resultados, o time se encontrava na décima-sexta colocação com apenas 3 vitórias em 19 jogos, Rekdal foi demitido e substituído por Milan Šašić em fevereiro de 2008. Em abril do mesmo ano, Stefan Kuntz assumiu a presidência e sob sua liderança a equipe se salvou do descenso à nova 3. Liga, ao obter uma vitória sobre o já promovido 1. FC Köln na última rodada da temporada 2007-2008.
Milan Sasic durou quase toda a temporada 2008-2009, mas acabou demitido em 4 de maio de 2009, após uma série de resultados ruins na segunda metade da temporada e três dias depois de sofrer uma goleada de 5 a 1 do Hansa Rostock. Alois Schwartz foi nomeado treinador interino e conseguiu que a equipe terminasse em sétimo na temporada. O clube acabaria contratando Marco Kurz como treinador principal.
Sob o comando de Kurz, o clube garantiu a promoção à Bundesliga em 25 de abril de 2010, após quatro anos na segunda liga. No início da temporada 2010-2011, o recém-promovido 1. FCK obteve duas vitórias consecutivas, incluindo uma vitória por 2 a 0 sobre o campeão, Bayern de Munique. No entanto, após uma dura batalha na qual perdeu por 2 a 1 para o 1. FSV Mainz 05, além de uma goleada de 5 a 0 do campeão da temporada, Borussia Dortmund, o clube começou a lutar contra o rebaixamento. O time iniciou mal o segundo turno, permanecendo na zona de descenso por várias semanas, mas conseguiu uma reação, conquistando sete vitórias nas últimas dez partidas sofrendo apenas duas derrotas e um empate. Já no final da temporada, o time obteve quatro vitórias seguidas que o levou ao sétimo lugar da tabela final.

## Estádio

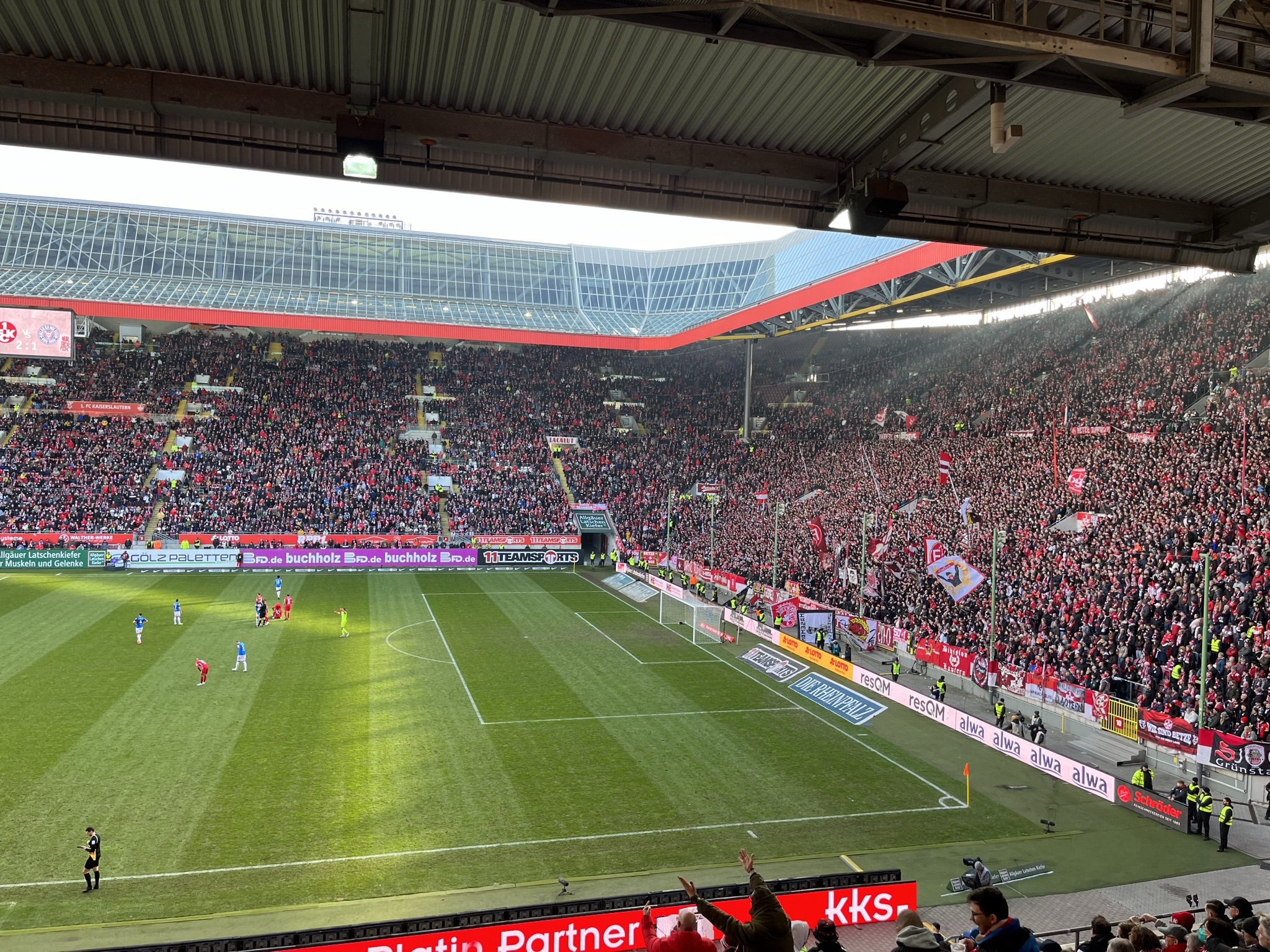
Estádio Fritz Walter

O Estádio do Kaiserlautern é um dos mais Modernos e simbólicos do Mundo tendo a capacidade de mais de 49 mil pessoas. 

## Torcedores

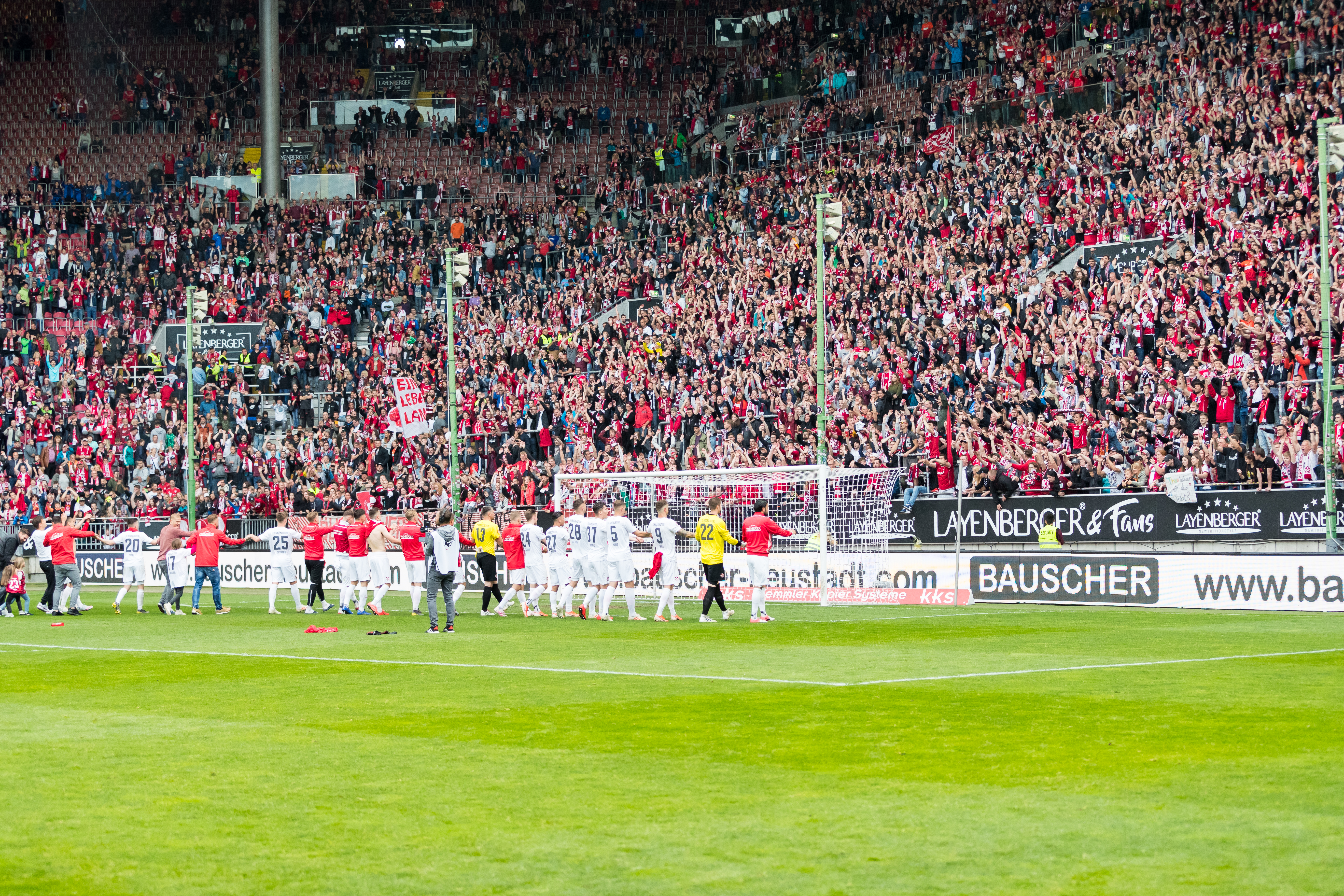
Torcida do Kaiserlautern

Os torcedores do Kaiserlautern são conhecidos como "Die Roten Teufel", que significa "Os Diabos Vermelhos" em alemão. Este nome reflete a paixão e intensidade da torcida, que apoia fervorosamente o clube. O Kaiserslautern, também chamado de FCK, é um clube alemão fundado em 1900, com uma história rica no futebol alemão. 
Em termos de torcidas organizadas, o termo "torcida organizada" geralmente se refere a grupos de torcedores que se organizam para apoiar um clube, muitas vezes criando coreografias, bandeiras e usando outros elementos visuais para demonstrar seu apoio.
A torcida do Kaiserslautern, como outras torcidas organizadas, pode ser vista em estádios, criando atmosferas vibrantes com cantos, bandeiras e outras manifestações de apoio. O nome "Die Roten Teufel" é uma marca da identidade da torcida do Kaiserslautern e reflete a paixão e o fervor com que apoiam seu time.

## Títulos
| NACIONAIS | NACIONAIS                      | NACIONAIS | NACIONAIS                     |
|           | Competição                     | Títulos   | Temporadas                    |
| --------- | ------------------------------ | --------- | ----------------------------- |
|           | Campeonato Alemão              | 4         | 1951, 1953, 1990-91 e 1997-98 |
|           | Copa da Alemanha               | 2         | 1989-90 e 1995-96             |
|           | Supercopa da Alemanha          | 1         | 1991                          |
|           | Campeonato Alemão - 2ª Divisão | 2         | 1996-97 e 2009-10             |

## Uniformes

### Uniformes dos jogadores
- Primeiro uniforme (2018-19): Camisa vermelha, calção e meias vermelhos;
- Segundo uniforme (2018-19): Camisa preta, calção e meias pretos.

| Primeiro uniforme | Segundo uniforme |  |

### Uniformes anteriores
- 2017-18

| Primeiro uniforme | Segundo uniforme | Terceiro uniforme |  |

- 2016-17

| Primeiro uniforme | Segundo uniforme | Terceiro uniforme |  |

- 2012-13

| Primeiro uniforme | Segundo uniforme | Terceiro uniforme |  |

- 2011-12

| Primeiro | Segundo | Terceiro |  |

- 2007-08

| Primeiro | Segundo |

- 2006-07

| Primeiro | Segundo |

## Categorias de base
- Campeão alemão sub-19: 1992;

Vice-campeão alemão sub-19: 1984, 1991, 1993;
- Campeão alemão sub-17: 1983;

Vice-campeão alemão sub-17: 1992;

## Outros Esportes

### Basquetebol
O departamento de basquete do clube foi fundado em 1952. De 2002 a 2007, o primeiro time masculino jogou na 2. Bundesliga Sul e depois foi desmembrado como Kaiserslautern Braves após se classificar para a 2. Bundesliga de nível único . Na temporada 2023/24, o primeiro time masculino do time de basquete FCK do 1. FC Kaiserslautern jogará na quinta divisão Oberliga Rheinland-Pfalz/Saar e o primeiro time feminino na quarta divisão Regionalliga Nord.

## Cronologia recente
| Ano       | Divisão       | Posição | Jogos | Vitórias | Derrotas | Empates | Gols a favor | Gols contra | Saldo | Pontos | DFB Pokal        | Recopa  | Copa da UEFA | UEFA Champions   |
| --------- | ------------- | ------- | ----- | -------- | -------- | ------- | ------------ | ----------- | ----- | ------ | ---------------- | ------- | ------------ | ---------------- |
| 1989–1990 | Bundesliga    | 12ª     | 34    | 10       | 11       | 13      | 42           | 55          | −13   | 31:37  | campeão          | —       | —            | —                |
| 1990–1991 | Bundesliga    | 1ª      | 34    | 19       | 10       | 5       | 72           | 45          | +27   | 48:20  | 2ª fase          | 1ª fase | —            | —                |
| 1991–1992 | Bundesliga    | 5ª      | 34    | 17       | 10       | 11      | 58           | 42          | +16   | 44:24  | Quartas de final | —       | 2ª fase      | —                |
| 1992–1993 | Bundesliga    | 8ª      | 34    | 13       | 9        | 12      | 50           | 40          | +10   | 35:33  | 2ª fase          | —       | 3ª fase      | —                |
| 1993–1994 | Bundesliga    | 2ª      | 34    | 18       | 7        | 9       | 64           | 36          | +28   | 43:25  | Quartas de final | —       | —            | —                |
| 1994–1995 | Bundesliga    | 4ª      | 34    | 17       | 12       | 5       | 58           | 41          | +17   | 46:22  | 2ª fase          | —       | 2ª fase      | —                |
| 1995–1996 | Bundesliga    | 16ª     | 34    | 6        | 18       | 10      | 31           | 37          | −6    | 36     | Campeão          | —       | 2ª fase      | —                |
| 1996–1997 | 2. Bundesliga | 1ª      | 34    | 19       | 11       | 4       | 74           | 28          | +46   | 68     | 1ª fase          | 1ª fase | —            | —                |
| 1997–1998 | Bundesliga    | 1ª      | 34    | 19       | 11       | 4       | 63           | 39          | +24   | 68     | 3ª fase          | —       | —            | —                |
| 1998–1999 | Bundesliga    | 5ª      | 34    | 19       | 6        | 9       | 62           | 37          | 25    | 63     | 2ª fase          | —       | —            | Quartas de final |
| 1999–2000 | Bundesliga    | 5ª      | 34    | 15       | 5        | 14      | 54           | 59          | −5    | 50     | 3ª fase          | —       | 3ª fase      | —                |
| 2000–2001 | Bundesliga    | 8ª      | 34    | 15       | 5        | 14      | 49           | 54          | −5    | 50     | 2ª fase          | —       | Semifinal    | —                |
| 2001–2002 | Bundesliga    | 7ª      | 34    | 17       | 5        | 12      | 62           | 53          | +9    | 56     | Quartas de final | —       | —            | —                |
| 2002–2003 | Bundesliga    | 14ª     | 34    | 10       | 10       | 14      | 40           | 42          | −2    | 40     | Vice-campeão     | —       | —            | —                |
| 2003–2004 | Bundesliga    | 13ª     | 34    | 11       | 6        | 17      | 39           | 62          | −23   | 36     | 1ª fase          | —       | 1ª fase      | —                |
| 2004–2005 | Bundesliga    | 12ª     | 34    | 12       | 6        | 16      | 43           | 52          | −9    | 42     | 2ª fase          | —       | —            | —                |
| 2005–2006 | Bundesliga    | 16ª     | 34    | 8        | 9        | 17      | 47           | 71          | −24   | 33     | 3ª fase          | —       | —            | —                |
| 2006–2007 | 2. Bundesliga | 6ª      | 34    | 13       | 14       | 7       | 48           | 34          | +14   | 53     | 1ª fase          | —       | —            | —                |
| 2007–2008 | 2. Bundesliga | 13ª     | 34    | 9        | 12       | 13      | 37           | 37          | 0     | 39     | 2ª fase          | —       | —            | —                |
| 2008–2009 | 2. Bundesliga | 7ª      | 34    | 15       | 7        | 12      | 53           | 48          | +5    | 52     | 1ª fase          | —       | —            | —                |
| 2009–2010 | 2. Bundesliga | 1ª      | 34    | 19       | 10       | 5       | 56           | 28          | +28   | 67     | 3ª fase          | —       | —            | —                |
| 2010–2011 | Bundesliga    | 7ª      | 34    | 13       | 7        | 14      | 48           | 51          | -3    | 46     | Quartas de final | —       | —            | —                |
| 2011–2012 | Bundesliga    | 18ª     | 34    | 4        | 11       | 19      | 24           | 54          | -30   | 23     | 3ª fase          | —       | —            | —                |

## Notáveis jogadores
| - Alemanha - Michael Ballack - Mario Basler - Andreas Brehme - Hans-Peter Briegel - Andreas Buck - Michael Dusek - Horst Eckel - Gerald Ehrmann - Marco Haber - Miroslav Klose - Harry Koch - Werner Kohlmeyer - Stefan Kuntz - Werner Liebrich - Roger Lutz - Olaf Marschall - Werner Melzer - Josef Pirrung - Marco Reich - Thomas Riedl - Axel Roos - Oliver Schäfer - Dietmar Schwager - Klaus Toppmöller - Martin Wagner - Fritz Walter - Ottmar Walter - Roman Weidenfeller - Tim Wiese | - Outros - Ricardo Alves Fernandes - Halil Altıntop - Thomas Dooley - Youri Djorkaeff - Tamas Hajnal - Ronnie Hellström - Demir Hotić - Marian Hristov - Miroslav Kadlec - Samir Kamouna - Pavel Kuka - Lucien Mettomo - Michael Mifsud - Torbjörn Nilsson - Jörgen Pettersson - Hany Ramzy - Aki Riihilahti - Wynton Rufer - Michael Schjønberg - Mark Schwarzer - Ciriaco Sforza - Ervin Skela - Jeff Strasser - Igli Tare - Bill Tchato - Ferydoon Zandi |